# Londonviadukten

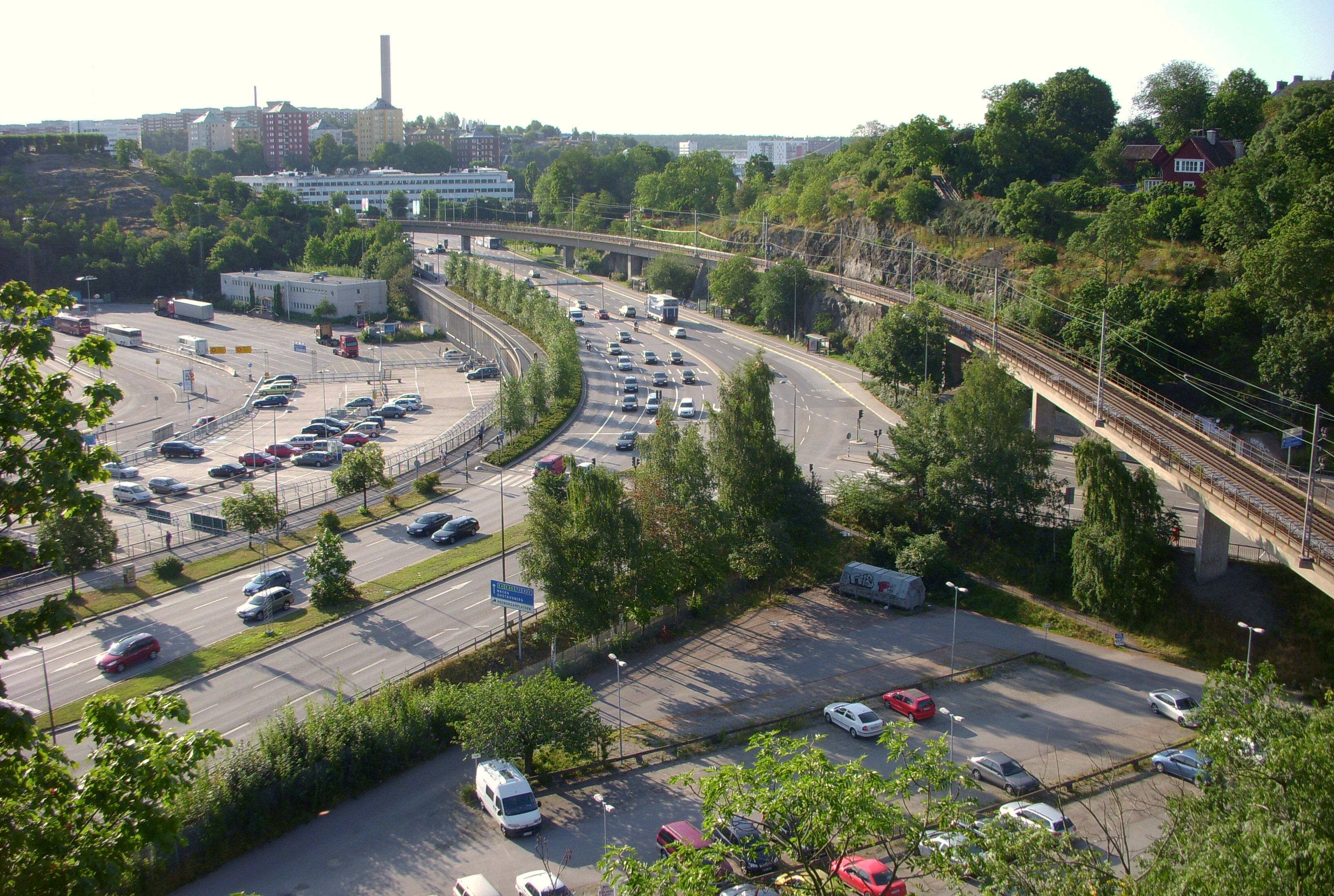
Londonviadukten, vy österut från Varvsbranten, 2009.

Londonviadukten är en vägförbindelse från Stadsgårdsledens östra ände och Tegelvikshamnen till Folkungagatan på Södermalm i Stockholm. Vägförbindelsens längd är 120 meter.

## Historik

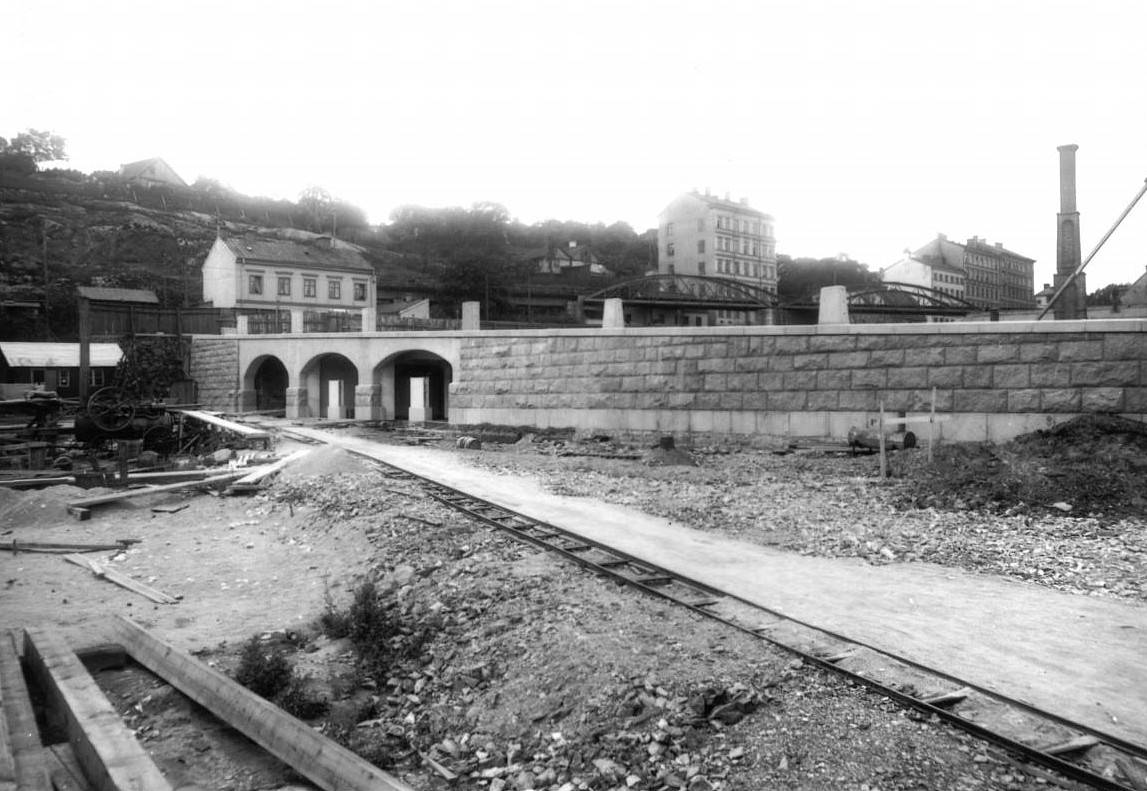
Londonviadukten bygget, 1910.

Förbindelsen var ursprungligen en viadukt med verkstads- och lagerlokaler inunder. I och med Tegelvikens utfyllnad under åren 1898–1910 och Stadsgårdens färdigställande invigdes denna bro den 2 augusti 1910 i närvaro av några kommunalmän från London, som gästade Stockholm. Man föreslog då att byggnadsverket skulle heta Londonviadukten, namnet fastställdes år 1911.
Efter att nuvarande motortrafikled tillkom i slutet av 1970-talet ändrades den ursprungliga sträckningen och viadukten blev en vanlig vägbank. Namnet Londonviadukten behölls dock, men anknytningen till staden London är inte särskilt stor. 
Hela Londonviadukten är utformad som en svag kurva som rundar Viking Lines terminal och parkeringsplats. Över Folkungagatan, som möter Londonviadukten, spänner Saltsjöbanans viadukt. 